# Muzeum současného umění (Bělehrad)
Muzeum současného umění (srbsky Музеј савремене уметности/Muzej savremene umetnosti) se nachází v srbské metropoli Bělehradě. Muzeum je umístěno v lokalitě Ušće na soutoku řek Sávy a Dunaje. Jeho budova, která vznikla v architektonickém stylu brutalismu je dobře viditelná z historického centra města a parku Kalemegdan.

## Historie

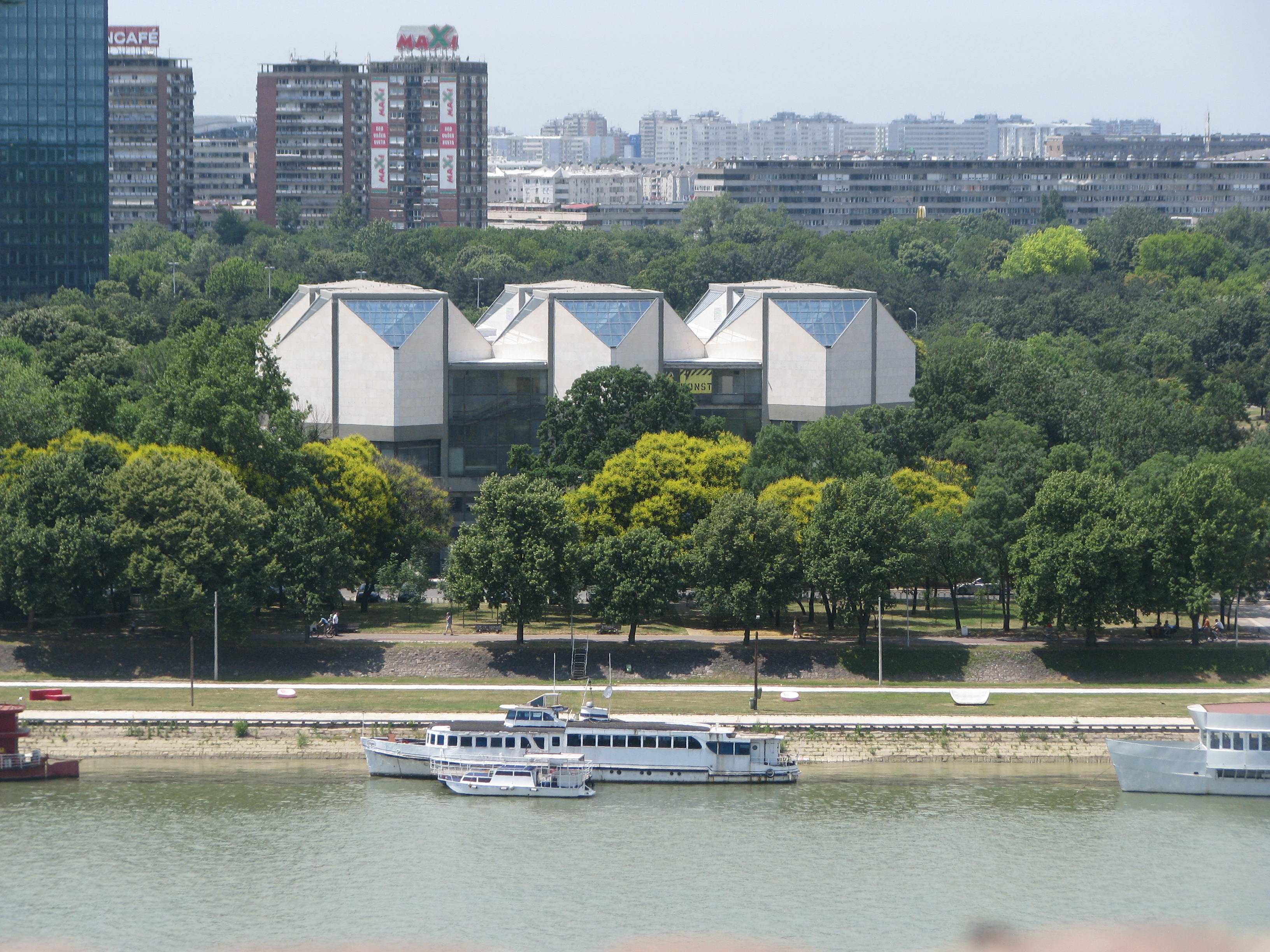
Budova muzea s Novým Bělehradem v pozadí.

Sbírka současného umění byla založena v roce 1958 rozhodnutím samosprávy města Bělehradu. Vznikla tzv. Moderní galerie, která však neměla své sídlo. Bylo nezbytné pro sbírky proto pro veřejnost vybudovat nové muzeum. Současná budova vznikla v letech 1960–1965 na Novém Bělehradu. Slavnostně byla otevřena dne 20. října 1965, architekty stavby byli Ivan Antić a Ivanka Raspopović. Architektonická soutěž na tuto budovu se uskutečnila v roce 1959 a autoři vítězného návrhu získali řadu ocenění za svoji práci. Budovu obklopuje rozsáhlý park, který byl doplněn sochami známých jugoslávských sochařů 20. století. Původní návrh stavby počítal se zdmi z hrubého betonu, Protić nakonec u architektů usilovně vyjednával o změně projektu, a ti poté přistoupili na obklad z bílého mramoru.
Samotná budova muzea byla rozčleněna do šesti hranolů se seříznutými střechami. Obklad budovy tvoří v nižší části sklo, ve vyšších bílý mramor. Vrchní části hranolových prvků budov jsou rovněž prosklené. Vnitřní výstavní prostor je rozčleněn do různých úrovní a jednotlivé exponáty je tak možné pozorovat zvrchu i zespoda. Kromě toho se návštěvníkům nabízí výhled na veletoky Dunaj, Sávu a střed města. Úrovně jsou někdy rozdělené podle jednotlivých částí objektu, jindy spojené do větších výstavních prostor.
V současné době čítá sbírka současného umění v srbské metropoli na 8000 děl. Expozice je rozdělena do řady celků, které tvoří malby z doby před rokem 1945 a po roce 1945. Nachází se zde také kolekce několika stovek prací zahraničních autorů. Speciální expozice pak tvoří i sbírky soch a kreseb.
Budova byla v letech 2007–2017 uzavřena a procházela komplexní rekonstrukcí. V roce 1987 byla budova prohlášena kulturní památkou.